# (126619) 2002 CX154
(126619) 2002 CX154 est un objet épars découvert le 2 février 2002 à l'observatoire de Kitt Peak.